# 608

## Decese
- dată necunoscută: Antarah ibn Shaddad  (n. 525)